# Andriej Żelabow
Andriej Iwanowicz Żelabow, ros. Андрей Иванович Желябов (ur. 17 sierpnia?/29 sierpnia 1851 we wsi Gornostajewka w guberni taurydzkiej, zm. 3 kwietnia?/15 kwietnia 1881 w Petersburgu) – rewolucjonista rosyjski, jeden z przywódców Narodnej Woli.

## Życiorys
Urodził się w rodzinie chłopskiej. W 1869 ukończył gimnazjum w Kerczu i rozpoczął studia prawnicze w Odessie. W dwa lata później został wyrzucony z uczelni za udział w zamieszkach studenckich i zmuszony do opuszczenia miasta. Nawiązał w tym czasie kontakt z kółkami narodników w Kijowie i Charkowie. Wrócił do Odessy, by tam prowadzić działania propagandowe wśród robotników i studentów. Ponownie zatrzymany w 1874 roku, wyszedł z więzienia za kaucją. W 1878 roku po raz kolejny został uwięziony, jednak i tym razem nie skończyło się to skazaniem. Formalnie oczyszczony z wszystkich zarzutów, przeniósł się do guberni podolskiej, gdzie starał się rekrutować chłopów do tajnych organizacji antycarskich, jednak bez większego powodzenia.
Porażka jego dotychczasowej działalności propagandowej skłoniła Żelabowa ku terrorystycznym środkom działalności antycarskiej. Wstąpił do organizacji Ziemla i Wola po udziale w kongresie narodników w Lipiecku w 1879 roku i kongresie w Woroneżu w tym samym roku, a po rozłamie w tej organizacji znalazł się wśród założycieli Narodnej Woli i współautorów jej opartego na terroryzmie indywidualnym programu. Uczestniczył w przygotowywaniu nieudanych zamachów na Aleksandra II w jego pałacu w Petersburgu oraz na linii kolejowej pod Odessą oraz w pierwszej fazie przygotowań udanego ataku dokonanego nad Kanałem Gribojedowa w marcu 1881 roku. Został jednak aresztowany na kilka dni przed planowanym zamachem i nie wziął w nim bezpośredniego udziału. Mimo to domagał się, by osądzono go razem z samymi wykonawcami zamachu. Został skazany na karę śmierci i powieszony 3/15 kwietnia 1881 r. w publicznej egzekucji na Placu Siemionowskim w Petersburgu.
Żył w nieformalnym związku z inną przywódczynią Narodnej Woli, Sofją Pierowską.